# Pablo L. Sidar, Veracruz
Pablo L. Sidar är en ort i Mexiko.   Den ligger i kommunen Juan Rodríguez Clara och delstaten Veracruz, i den sydöstra delen av landet, 400 km öster om huvudstaden Mexico City. Pablo L. Sidar ligger 123 meter över havet och antalet invånare är 119.
Terrängen runt Pablo L. Sidar är platt, och sluttar norrut. Runt Pablo L. Sidar är det ganska glesbefolkat, med 27 invånare per kvadratkilometer. Närmaste större samhälle är Juan Rodríguez Clara, 4,4 km nordväst om Pablo L. Sidar. Trakten runt Pablo L. Sidar består till största delen av jordbruksmark.